# Gustav Schmidt (Historiker, 1938)
Gustav Schmidt (* 22. November 1938 in Berlin) ist ein deutscher Historiker und Politikwissenschaftler.

## Leben und Wirken
Schmidt wurde 1963 an der Freien Universität Berlin bei Hans Herzfeld promoviert und arbeitete von 1965 bis 1971 als Assistent von Gerhard A. Ritter an der Universität Münster. 1971/1972 übernahm er für diesen die Lehrstuhlvertretung. Von 1972 bis 1976 war er Wissenschaftlicher Rat und Professor für das Gebiet „Geschichte der Internationalen Beziehungen“ am Historischen Seminar der Universität Münster. 1975/76 erhielt er neben der Lehrtätigkeit in Münster einen Lehrauftrag an der Universität Bielefeld. Von 1976 bis zu seiner Emeritierung 2003 nahm er den Lehrstuhl für Internationale Politik an der Ruhr-Universität Bochum ein.

## Schriften (Auswahl)
Monografien
- Geschichte der USA. Primus, Darmstadt 2004.
- Der europäische Imperialismus. Oldenbourg, München 1989.
- England in der Krise. Grundzüge und Grundlagen der britischen Appeasement-Politik (1930–1937). Westdeutscher Verlag, Opladen 1981.
- Deutscher Historismus und der Übergang zur parlamentarischen Demokratie. Untersuchungen zu den politischen Gedanken von Meinecke, Troeltsch und Max Weber. Matthiesen, Lübeck/Hamburg 1964.

Herausgeberschaften
- mit Charles F. Doran: Amerikas Option für Deutschland und Japan. Die Position und Rolle Deutschlands und Japans in regionalen und internationalen Strukturen. Die 1950er und 1990er Jahre im Vergleich. Studienverlag Brockmeyer, Bochum 1996.
- Zwischen Bündnissicherung und privilegierter Partnerschaft. Die deutsch-britischen Beziehungen und die Vereinigten Staaten von Amerika 1955–1963. Studienverlag Brockmeyer, Bochum 1995.
- Großbritannien und Europa – Großbritannien in Europa. Sicherheitsbelange und Wirtschaftsfragen in der britischen Europapolitik nach dem 2. Weltkrieg. Studienverlag Brockmeyer, Bochum 1989.
- mit Jörn Rüsen: Gelehrtenpolitik und politische Kultur in Deutschland 1830–1930. Referate und Diskussionsbeiträge. Studienverlag Brockmeyer, Bochum 1986.
- Bergbau in Großbritannien und im Ruhrgebiet. Studien zur vergleichenden Geschichte des Bergbaus 1850–1930. Studienverlag Brockmeyer, Bochum 1985.
- Konstellationen internationaler Politik 1924–1932. Politische und wirtschaftliche Faktoren in den Beziehungen zwischen Westeuropa und den Vereinigten Staaten. Referate und Diskussionsbeiträge eines Dortmunder Symposions, 18.–21. September 1981. Studienverlag Brockmeyer, Bochum 1983.
- Gustav Schmidt (Hrsg.): A History of NATO: The First Fifty Years (3 Volumes). Palgrave (Springer), Basingstoke ; New York 2001, ISBN 978-0-333-96277-0 (englisch).